# Jean-Baptiste Garnier du Fougeray
Pour les articles homonymes, voir Jean-Baptiste Garnier (homonymie) et Garnier.
Jean-Baptiste Laurent Garnier du Fougeray est un homme politique français né le 5 mars 1768 à Saint-Malo (Ille-et-Vilaine) et mort le 20 janvier 1843 à Constantinople (Turquie).

## Biographie
Fils de Jean-Baptiste Yves Garnier du Fougeray (1689-1747), capitaine de vaisseau et chevalier de Saint-Louis, et d'Anne Françoise Marie Céleste Forty, Jean-Baptiste Garnier du Fougeray s'occupe du commerce des pêcheries à Terre-Neuve, lorsque ses opinions royalistes le rendirent suspect au régime impérial : arrêté et emprisonné, il est détenu pendant toute l'année 1813. 
Le retour des Bourbon le rend à la liberté et il est alors envoyé à la Chambre des députés par le collège de département d'Ille-et-Vilaine le 22 août 1815. Siégeant dans la majorité de la Chambre introuvable, il fait partie de plusieurs commissions, notamment de celle du budget, et intervient plusieurs fois sur des matières de finances. Il propose de voter des remerciements à Vaugiraud pour avoir « sauvé la Martinique » pendant les Cent-Jours. Réélu le 4 octobre 1816, il s'oppose au gouvernement Decazes. Obtenant encore une fois sa réélection le 13 novembre 1820, puis le 9 mai 1822, il gagne une grande influence lorsque Jacques-Joseph Corbière, dont il est un des proches, devient ministre de l'Intérieur. Avec son appui, il est questeur en 1822 à 1828, bibliothécaire du ministère de l'Intérieur et membre de la commission d'indemnité aux émigrés.
Président du collège électoral de l'arrondissement de Saint-Malo, il est réélu le 25 février 1824 puis le 17 novembre 1827.
Il est le beau-père de Louis Yves Le Gonidec de Kerloc, ancien officier à l'Armée des princes.

## Sources
- « Jean-Baptiste Garnier du Fougeray », dans Adolphe Robert et Gaston Cougny, Dictionnaire des parlementaires français, Edgar Bourloton, 1889-1891 [détail de l’édition]